# 羸脉眼蝶属
羸脉眼蝶属（学名：Cosmosatyrus）是蛱蝶科的一属。

## 下属物种
本属包括以下物种：
- Cosmosatyrus dubii (Pyrcz, 2012) Pyrcz, 2012
- 赢脉眼蝶 Cosmosatyrus leptoneuroides Felder, 1867
- Cosmosatyrus milesi Weeks